# 室蘭商工信用組合
室蘭商工信用組合（むろらんしょうこうしんようくみあい）とは、かつて2008年1月まで存在し、北海道室蘭市に本店を置いていた信用組合であった。
統一金融機関コードは2023で、合併前時点の店舗数は10ヶ店だった。
2005年4月に伊達信用金庫との全面的な業務提携を結んだが、その後2008年1月21日をもって同信金と合併し解散した。
同信組の10ヶ店のうち、伊達信金の店舗として引き継がれたのは7ヶ店で、残る3ヶ店については既存の伊達信金の近隣店舗へと統合する形で事業譲渡された。

## 沿革
- 1958年7月 設立。
- 2006年2月 苫小牧地区の店舗を北央信用組合に事業譲渡。
- 2008年1月 伊達信用金庫に吸収合併され解散。

## 店舗（2006年1月時点） ※数字は店舗コード
室蘭市
- 本店営業部 001
- 輪西支店 002
  - 　(東町出張所)
- 中島支店 004
- 本輪西支店 005
- 工大前支店（高砂町） 012

登別市
- 幌別支店 003
- 登別支店 010
- イースト前支店（若草町） 014

伊達市
- 伊達支店 006

苫小牧市
- 住吉町支店 009
- 糸井支店 013